# Kelly God
Kelly God (Heerlen, 1975) is een Nederlandse sopraan.

## Biografie
Kelly God studeerde solozang en opera aan het Conservatorium van Maastricht bij onder meer zangpedagoge Mya Besselink. Zij behaalde in 1999 haar diploma Uitvoerend Musicus ‘summa cum laude’. Hierna vervolgde zij haar studie aan de Voortgezette Opleiding van de Zuid-Nederlandse Hogeschool voor Muziek. Zij behaalde daar in 2001 ‘met onderscheiding’ het einddiploma Solozang en voltooide ‘summa cum laude’ de Muziekdramatische Opleiding.
In 2001 was zij finaliste van het Belvédère Zangconcours te Wenen. Naar aanleiding van dit concours en de ontvangst van de Prijs van de stad Giessen werd zij uitgenodigd om in het theater van die stad Micaëla in Carmen te vertolken. Zij werd hierop geëngageerd door het operahuis van Erfurt, waar zij de titelrol vertolkte in Adriana Lecouvreur van Francesco Cilea, Nedda in Pagliacci, Donna Anna in Don Giovanni, Die Marschallin in Der Rosenkavalier, Hanna Glawari in Die lustige Witwe, The Cook in de wereldpremière van Waiting for the Barbarians van Philip Glass, de titelrol in Maria Stuarda van Donizetti, Erste Dame in Die Zauberflöte, Amazily in Fernand Cortez van Gaspare Spontini, Maria in Friedenstag van Richard Strauss en Katharina von Bora in de wereldpremière van de opera Luther van de Duitse componist Peter Aderhold. Zij vertolkte daarnaast Agathe in Der Freischütz in Brazilië.
Tegenwoordig is Kelly God verbonden als ‘Jugendlich Dramatischer Sopran’ aan het Staatstheater van Hannover, waar zij onder meer Elisabeth in Tannhäuser zong, Hanna Glawari in Die lustige Witwe, Giulietta in Les contes d'Hoffmann, Ellen Orford in Peter Grimes van Benjamin Britten, Die Marschallin in Der Rosenkavalier, Contessa in Le nozze di Figaro, Freia in Das Rheingold en Sieglinde in Die Walküre.
In 2010 zong Kelly God bij de Nationale Reisopera de rol van Amelia in Un ballo in maschera (Verdi) en Sieglinde in Die Walküre (Wagner). Ze was te gast als Ellen Orford in Staatstheater Kassel, als Gertrude in Hänsel und Gretel in de Deutsche Oper Berlin en als Amelia in Un ballo in maschera in Theater Hagen.